# Čukotština
Čukotština je čukotsko-kamčatský jazyk. Mluví jím Čukčové na Sibiři, hlavně v Čukotském autonomním okruhu. Mezi příbuzné jazyky patří korjačtina, kerekština, alutorština a itelmenština.
Podle sčítání lidu z roku 2010 čukotsky mluví 5 100 lidí, i když počet etnických Čukčů činí 15 900 lidí.